# Gare de Yoyogi
La gare de Yoyogi (代々木駅, Yoyogi-eki) est une gare ferroviaire de la ville de Tokyo au Japon. Elle est située dans le quartier de Yoyogi dans l'arrondissement de Shibuya. La gare est desservie par les lignes de la East Japan Railway Company (JR East) et du Bureau des Transports de la Métropole de Tokyo (Toei).

## Situation ferroviaire
La gare de Yoyogi est située au point kilométrique (PK) 9,9 de la ligne Yamanote, au PK 14,5 de la ligne Chūō-Sōbu et au PK 27,2 de la ligne Ōedo.

## Histoire
La gare de Yoyogi a été inaugurée le 23 octobre 1906. La station de métro date du 20 avril 2000.

## Services aux voyageurs

### Accès et accueil
La gare dispose d'un bâtiment voyageurs, avec guichet, ouvert tous les jours.

### Desserte

#### JR East
- Ligne Yamanote :
  - voie 1 : direction Shinjuku et Ikebukuro
  - voie 2 : direction Shibuya et Shinagawa

- Ligne Chūō-Sōbu :
  - voie 3 : direction Shinjuku et Mitaka
  - voie 4 : direction Ochanomizu et Chiba

#### Toei
- Ligne Ōedo :
  - voie 1 : direction Roppongi
  - voie 2 : direction Hikarigaoka